# 烏姆卡
烏姆卡是塞爾維亞的城鎮，由貝爾格萊德負責管轄，位於該國北部薩瓦河右岸，距離首都貝爾格萊德22公里，海拔高度163米，2002年人口5,292。